# Wisconsin Dells
Wisconsin Dells egy dél-közép Wisconsin állambeli város, a 2000-es népszámlálás szerint 2418 lakossal Adams, Columbia, Juneau és Sauk megyék találkozási pontjánál.
A város nevét a Wisconsin-folyó kis erdős völgyeiről kapta (dell [del] = kis erdős völgy), melyek festői módon megfagyott völgytorkot (szurdokot) formálnak, amit leginkább feltűnő homokkő-kő képződmények jellemeznek a folyópart mentén. Együtt a közeli Delton-tóval, a város egy jellegzetes területet formál, melyet „the Dells” ( = „a kis erdős völgyek”) néven emlegetnek, s mely népszerű közép-nyugati turista célállomássá tette a várost, jobban mondva az Egyesült Államok egyik legjobb családi célállomásává. A „Völgy” területe becslések szerint évente mintegy 5 millió látogatóval büszkélkedhet.

## Nevezetességei

### A világ vízividámpark fővárosa
A városkában található 18 beltéri és három kültéri vízividámpark nem csak becenevében teszi Wisconsin Dellst az Egyesült Államok (a védjegyzett mottó szerint pedig egyenesen a világ) vízividámpark fővárosává. A város ad otthont az Egyesült Államok legnagyobb szabadtéri víziparkjának, a „Noé Bárkájának", mely több, mint 340 000 négyszögyard vízicsúszdát birtokol. Wisconsin Dellsben található a nemzet három legnagyobb és legsűrűbben látogatott fedett víziparkja, a „Kalahári Nyaralóhely”, a „Nagy-Farkas-Lak” és a „Vadon”. A „Kalahári Nyaralóhely” fedett víziparkja 11 600 m²-en terül el. Számos más attrakció található a „Völgyben”, mint például a Völgy Hajó Túrák az „Olimposz Hegyi Vízi és Vidámpark”, a „Tommy Bartlett-féle Izgalmas Vízishow”, a Ho-Chunk Kaszinó, de található itt számos golfpálya, minigolf-pálya, go-kart pálya is. A legtöbb attrakció a „Sáv” mentén foglal helyet, más néven a Wisconsin Dells parki út mentén.

### Camp Chi tábor
Wisconsin Dellsben található az 1921-ben zsidó gyerekeknek alapított Camp Chi tábor.

## Demográfiai adatok
A népszámlálási adatok szerint 2000-ben a város: 2.418 lakossal, 1.019 háztartással és 609 családdal rendelkezett. A népsűrűség 226.0/km² (583.1 fő/négyzetmérföld) volt.
| 2010 | 61    |
| 2020 | 2 942 |

## Történelme
Wisconsin Dellst 1857-ben, Kilbourn néven (önmaga után elnevezve) alapította Byron Kilbourn. Kilbourn város megalapítása előtt a terület 1851-ig a Wisconsin-folyó völgye körüli erdőkitermelés helye volt, amikor is Byron Kilbourn a La Crosse-t Milwaukee-val összekötő vasutat építő társaságnak bérbeadta használatra. A vasút építésénél tervek születtek a Wisconsin-folyó áthidalásáról a völgyek közelében. A hidak tervezett helyén született meg Newport 1853-ban, mint ideiglenes munkásszálló. Az új település népessége gyorsan elérte és túl is szárnyalta a 2000 főt. Alig négy évvel később, 1857-re elkészültek a Wisconsin-folyón átívelő vasúti hidak, s Newport pillanatok alatt szellemvárossá vált; lakói kivétel nélkül mind átköltöztek az újonnan alapított Kilbourn-be, közvetlenül a vasút mellé. A város az évtizedek során fokozatosan egyre kedveltebb turisztikai célponttá vált. Azért, hogy a turisták könnyebben felismerhessék a települést a környék természetes tájképével – hisz ez volt az ismertetőjele – nevét Wisconsin Dells-re változtatták.

## Állami hőmérsékleti rekord
1936. július 13-án Wisconsin Dells-ben a hőmérő higanyszála elérte a 46 °C-ot (114 °F), ezzel megdöntve, a valaha mért legnagyobb hőmérsékletet Wisconsin államban.

## Földrajza
Az Egyesült Államok Összesítési Hivatala szerint, a város össz-területe 11,4 km², amelyből 10.7 km² szárazföld és 0,6 km² víz. A Wisconsin-beli Kormányzati Minisztérium döntése értelmében, 2004 január 19-én, hozzácsatoltak földrészeket Lyndon városkától, ennek következtében megnövelve a város alapterületét, s így magába foglalva területeket mind a 4 megyéből.